# Каве Е.Г.И. (Виченца)
Каве Е.Г.И. је насеље у Италији у округу Виченца, региону Венето.
Према процени из 2011. у насељу је живело 2 становника. Насеље се налази на надморској висини од 68 м.